# 천리안 2A호
천리안 2A호 또는 정지궤도복합위성 2A호는 대한민국의 기상관측위성으로, 2018년 12월 4일 발사되었다. 천리안 2B호와 쌍둥이 위성이다.

## 개발
"정지궤도 위성을 우리 기술 책임하에 발사한 것은 이번이 처음입니다."— 이상률 한국항공우주연구원 부원장

정지궤도 위성 개발기술의 자립을 위한 〈정지궤도복합위성 개발사업〉은  2011년 7월부터 2020년 10월까지 진행되었다. 해외 기술의 도움 없이 국내 기술로만 개발이 이루어졌으며, 이를 통해 정지궤도 위성에 대한 기술이 확보되었다. 정지궤도 위성의 시스템과 본체 개발에 과학기술정보통신부와 기상청 등이 총 3,252억 원의 사업비를 지원하였다. 주관 연구기관인 한국항공우주연구원은 2012년 3월부터 각 부처의 시스템 요구사항 분석을 통하여 위성 시스템에 대한 설계를 진행하였다.
2016년 4월부터 위성 조립이, 2018년부터 각종 성능 시험이 진행되었다. 2018년 3월에는 발사환경 시험을, 5월에는 열진공 시험을, 7월에는 전자파 시험을 통과하였다.

## 기능
천리안 2A호는 기상관측 탑재체를 통하여, 천리안 1호보다 해상도가 4배 더 높은 고화질 컬러 영상을 10분마다 지상에 전달할 수 있다. 이외, 관측 속도는 '10분 이하' 수준으로 3배가 증가, 자료 전송 속도는 115 Mbps으로 18배 증가, 운영 수명은 10년으로 1.5배가 증가하였다. 기상 센서의 채널 수는 16개로 1호보다 3배 이상 늘었다.
또한, 통신이나 위성 운영과 관련된 우주기상을 관측하는 탑재체가 기상탑재체의 반대편에 실려 있다.

## 임무
현지시각 4일 오후 5시 37분(한국시각 5일 오전 5시 37분), 프랑스령 기아나의 기아나우주센터에서 발사되었다. 발사 34분 뒤 고도 2,340㎞ 지점에서 아리안 5 발사체로부터 분리, 이어 약 5분 뒤인 오후 6시 16분)에 오스트레일리아 동가라 서호주우주센터(WASC) 지상국과 첫 교신을 하였다. 항우연은 지상국과의 교신을 통해 위성의 본체 시스템 등 상태가 양호함을 확인하고, 발사체를 통해 도달하는 최초의 타원궤도에 성공적으로 안착한 것을 확인하였다.
천리안 2A호는 발사 후 약 2주일간 위성의 자체 추력기를 5차례 분사하여 전이궤도에서 목표고도 36,000㎞의 정지궤도로 접근, 정지궤도에 안착한 뒤에는 6개월 동안 궤도상 시험 과정을 거쳐 이듬해 7월부터 본격적인 기상 서비스를 제공할 계획과 함께 발사되었다.
천리안 2A호는 기상 센서의 수가 16개이므로, 관측한 데이터를 통하여 태풍, 집중호우, 폭설, 안개, 황사 등 52개의 기상 정보를 얻을 수 있다. 국지성 집중호우의 발달을 관측할 수 있어 최소 2시간 전에 이를 탐지할 수 있다. 또한, 태풍 이동 경로 추적 정확도가 높아지며 태양 흑점 폭발 등 우주기상 관측 정보도 받을 수 있다.
전구 관측뿐만 아니라 한국을 중심으로 한 동아시아 영역, 그 외 국지영역 관측도 2분마다 할 수 있다.

## 같이 보기
- 천리안